# Sergio Arellano Stark
Sergio Arellano Stark (Santiago del Cile, 10 giugno 1921 – Santiago del Cile, 9 marzo 2016) è stato un generale cileno, condannato per violazione dei diritti umani commesse durante la dittatura militare di Pinochet, nel periodo conosciuto come Régimen Militar.
È menzionato come uno degli istigatori del colpo di Stato che destituì il governo di Salvador Allende ed è anche conosciuto per essere il generale dell'Esercito che condusse nel 1973 la cosiddetta "Carovana de la Muerte".

## Carriera militare
Formato come ufficiale di fanteria, frequentò un corso di Stato Maggiore nella Scuola di Comando e Stato Maggiore di Fort Leavenworth, negli Stati Uniti, tra il 1964 ed il 1965. Al suo ritorno in Cile assunse la carica di capo della Casa Militare, e nel 1968, già come colonnello, fu nominato aiutante di campo del presidente Eduardo Frei Montalva. L'anno seguente fu destinato come addetto militare in Spagna.
Nel 1971 ritornò in Cile, con la carica di comandante del Regimiento di Infantería n.º 2 "Maipo", nel porto di Valparaíso. Mentre ricopriva questa carica intrattenne riunioni cospirative con effettivi dell'Armata che diedero origine al colpo di Stato contro il governo costituzionale del Presidente Salvador Allende, tra loro José Toribio Merino e Patricio Carvajal. Nel dicembre di 1972 ritornò a Santiago come generale, alla guida del nuovo Comando di Truppe dell'Esercito in Peñalolén. A metà del 1973 partecipò a ulteriori riunioni per la pianificazione del colpo di Stato.

### Durante la dittatura militare
Nell'ottobre del 1973 fu incaricato dal generale Augusto Pinochet come Delegato della Giunta Militare di Governo, la cui principale funzione era quella di "facilitare ed uniformare i criteri dell'amministrazione della giustizia" dei prigionieri politici.
Arellano e il suo comando militare percorsero le città di Valdivia, Linares, Cauquenes, La Serena, Copiapó, Antofagasta e Calama con un elicottero Puma dell'esercito, giustiziando 75 prigionieri. Questo episodio è conosciuto come la "Caravana de la Muerte".
Si ritirò volontariamente dall'esercito il 4 gennaio 1976.

## Procedimenti giudiziali per violazione dei diritti umani
Il giudice Juan Guzmán Tapia lo sottopose a processo nel 2000, per il caso della "Carovana de la Muerte". Arellano Stark ed altri quattro ex soldati furono condannati per l'assassinio di quattro persone.
Il 15 ottobre del 2008 fu condannato dalla Corte Suprema a sei anni di prigione, per la sua partecipazione alla Caravana de la Muerte. Il Fisco dovrà pagare 80 milioni di peso cileni ai querelanti del caso .
Il 17 novembre 2008 il Servizio Medico Legale determinò che Arellano soffriva di demenza vascolare (Alzheimer) progressiva, cronica ed irreversibile, e pertanto si stabilì che non avrebbe scontato la pena di sei anni di prigione a cui era stato condannato dalla Corte Suprema.